# بروفانس ألب كوت دازور
بروفانس ألب كوت دازور (بالفرنسية: Provence-Alpes-Côte d'Azur)‏ [pʁɔvɑ̃s alp kot dazyr] هي منطقة توجد في فرنسا وعاصمتها هي مارسيليا.

## معلومات جغرافية
في المنطقة ست إدارات: الألب العليا، ألب بروفانس العليا، الألب البحرية، فار، فوكلوز وبوش دو رون.

## أعلام
- يُلندة من أرغون